# Pave Penny
AN/AAS-35V Pave Penny – Zasobnik z laserowym układem obserwacyjnym wykorzystany w samolotach bombowych lub wielozadaniowych przy zrzucaniu bomb korygowanych laserowo, skonstruowany przez firmę Lockheed Martin. Nie zawiera laserowego podświetlacza celu, więc obiekty ataku muszą być wskazywane przez inny samolot.